# Yuki Kobayashi (fodboldspiller, født 2000)
 For alternative betydninger, se Yuki Kobayashi. (Se også artikler, som begynder med Yuki Kobayashi)
Yuki Kobayashi (født 18. juli 2000) er en japansk fodboldspiller, som spiller for den japanske fodboldklub Vissel Kobe.